# Noémi-Noire Oursel
Noémi-Noire Oursel (Rouen, 15 de octubre de 1847 - 1919), fue una biógrafa y bibliógrafa francesa.
Oursel publicó, abundantes artículos en diversas publicaciones: la Normandie Littéraire, le Voleur illustré, etc., su gran obra, la Nouvelle Biographie normande de 1886, se completó con dos Suplementos (1888 y 1912).

## Obras
- Nouvelle Biographie normande

(en español: Nueva Biografía normanda), París, Picard, 1886;
- Supplément à la Nouvelle Biographie normande

(en español: Suplemento a la Nueva Biografía normanda), París, Picard, 1888;
- Nouvelle Biographie normande. Deuxième supplément

(en español: Nueva Biografía normanda. Segundo suplemento), París, E. Dumont, 1912;
- Une Havraise oubliée, Marie Le Masson Le Golft

(en español: Una havresa olvidada, Marie Le Masson Le Golft), Évreux, Imprimerie de l’Eure, 1908.

## Recursos
- Angelo De Gubernatis, Dictionnaire international des écrivains du jour, Florencia, L. Niccolai, 1891, p.1563-4.